# シェービング・オイル
シェービング・オイル (英: Shaving oil) とは、植物油のみ、若しくは植物油と精油のブレンドによる油であり、単体、又はシェービングクリーム、石鹸、若しくはジェルと併用し、髭や体毛を剃る際の潤滑剤として用いられる。多くの製品は、使用前に肌を水で良く濡らしておくことで効果が発揮される。
剃毛の歴史が始まった時から、植物油はその補助として用いられてきた。伝統的なシェービング・フォーム（クリーム）やジェルの様に広く一般に用いられる事は無かったが、その優れた保湿性と潤滑性能、そして何も添加せずに製造可能である点に因り、シェービング・オイルの利用も一般的なものへと拡大している。シェービング・オイルは、刃の滑らかな動きと密着性を高め、肌への刺激を軽減する。
シェービング・オイルのメーカーや利用者は、以下に代表される様な多くの利点を挙げる：
- 保湿効果に因る剃刀負けの軽減
- より低い摩擦係数に因る少ない切り傷
- 高濃度な天然素材
- ダメージ性のある化学物質の含有が僅かあるいは皆無
- 小型パッケージの為、旅行に持って行き易い
- 現在剃っている場所の把握が容易
- 毛穴を塞がない
- 簡易パッケージ、流通コストの少なさ、製造から埋立に至る全過程に於ける二酸化炭素排出量の低さに因る、環境への貢献
- フォームやジェル・タイプの製品と比較した場合のコスト・パフォーマンスの良さ

ベビー・オイルは効果的且つ経済的なシェービング・オイルである。